# Les Ayvelles
Les Ayvelles település Franciaországban, Ardennes megyében. Lakosainak száma 859 fő (2022. január 1.). Les Ayvelles Chalandry-Elaire, La Francheville, Lumes, Saint-Marceau és Villers-Semeuse községekkel határos.

## Népesség
A település népességének változása:
| Lakosok száma | 418  | 603  | 816  | 826  | 986  | 928  | 897  | 886  | 881  | 859  |
|               | 1968 | 1982 | 1990 | 2006 | 2013 | 2015 | 2017 | 2019 | 2020 | 2022 |